# Rapsodie flamande
Rapsodie flamande (Frans voor Vlaamse rapsodie) is een compositie van Albert Roussel. Roussel keek met dit werk terug op zijn Vlaamse afkomst en schreef een rapsodie gebaseerd op Vlaamse liederen uit de 16e en 17e eeuw. Hij vond die liedjes terug in de bundel Chansons populaires des provinces belges van Ernest Closson. De rapsodie begint mysterieus en somber, maar zoals in dit genre betaamt wisselt de stemming en het tempo regelmatig.
Erich Kleiber gaf leiding aan de eerste uitvoering van dit werk op 12 december 1936. 
Roussel schreef het voor groot orkest:
- 1 piccolo, 2 dwarsfluiten, 2 hobo’s, 1 althobo, 2 klarinetten, 1 basklarinet, 2 fagotten, 1 contrafagot
- 4 hoorns, 3 trompetten, 3 trombones, 1 tuba
- pauken,  triangel, tamboerijn, kleine trom, bekkens, grote trom, 1 harp
- violen, altviolen, celli, contrabassen

Marcel Poot schreef ook een Vlaamse rapsodie, die ook de Franse titel Rapsodie flamande meekreeg, maar dan voor harmonieorkest.